# Astrothelium versicolor
Astrothelium versicolor är en lavart som beskrevs av Müll. Arg. Astrothelium versicolor ingår i släktet Astrothelium och familjen Trypetheliaceae.   Inga underarter finns listade i Catalogue of Life.